# Lazy Louis
Lazy Louis è un cortometraggio del 1913 diretto da Allen Curtis e interpretato da Louise Fazenda, Max Asher e Bobby Vernon. Prodotto e distribuito dall'Universal Film Manufacturing Company, il film uscì in sala il 29 novembre 1913.

## Distribuzione
Distribuito dalla Universal Film Manufacturing Company, il film - un cortometraggio in una bobina - uscì nelle sale statunitensi il 29 novembre 1913.